# Зіновіос Вавіс
Зіно́віос Зафі́ріос Ва́віс (грец. Ζηνόβιος-Ζαφείριος Ι. Βάλβης; 1800 — 25 серпня 1886) — грецький політик, двічі прем'єр-міністр країни.

## Життєпис
Народився 1800 року в Месолонгіоні. Спочатку вивчав теологію, проте потім вирішив зайнятись правом і продовжив навчання в Італії. Двічі обіймав посаду глави грецького уряду, проте його врядування припало на складні часи, тому й не виявилось тривалим. Його брат, Дімітріос, також згодом займав пост прем'єр-міністра Греції.
Був одружений з Арсіноє Рацікостою, мав дев'ятьох дітей.